# Gabinet figur woskowych (film 1988)
Gabinet figur woskowych (ang. Waxwork) – amerykańska komedia grozy z 1988 roku w reżyserii i do scenariusza Anthony’ego Hickoxa, która była jego reżyserskim debiutem. Film jest częściowo inspirowany niemieckim niemym filmem Gabinet figur woskowych (1924). W 1992 roku film otrzymał bezpośredni sequel Gabinet figur woskowych 2: Zagubieni w czasie.

## Fabuła
W małej miejscowości na przedmieściach zostaje otwarte muzeum figur woskowych. Północą nieświadoma niczego grupa tutejszych studentów – Mark, China, Sarah, Gemma, James i Tony przychodzą zainteresowani ekspozycją na zaproszenie tajemniczego właściciela muzeum. James i Gemma w ostatniej chwili rezygnują, wyczuwając złowrogą atmosferę, a reszta wchodzi do środka, witana przez niskorosłego kamerdynera Hansa. Wystawy przedstawiają postacie z dzieł grozy. Tony przekracza barierę wystawy, trafiając do innego wymiaru – europejskiego lasu z ekspozycji, gdzie zmienia wygląd. Sądząc, że to iluzja, wchodzi do domku, gdzie zostaje wzięty za syna przyjaciela przez mężczyznę, który przemienia się w wilkołaka i gryzie Tony’ego. Pojawia się myśliwy i jego asystent, próbując zabić wilkołaka. Asystent ginie, a myśliwy strzela do wilkołaka i do transformującego się Tony’ego, który staje się częścią wystawy.
China, przyglądając się figurze wampira, trafia do wymiaru gotyckiego zamku, gdzie hrabia Dracula ze swoimi gośćmi zaprasza do stołu, biorąc ją za narzeczoną niejakiego Charlesa. Ubrana w bogatą suknię, po wspólnym posiłku z surowym mięsem, zostaje zaprowadzona do komnaty, gdzie atakuje ją syn Draculi, Stephan. Ucieka do spiżarni, gdzie znajduje Josha, którego ciało jest używane jako posiłek dla wampirów. China zabija wampiry dzięki wskazówkom Charlesa, ale Dracula dopada ją i przemienia w wampira. Mark i Sarah opuszczają muzeum, myśląc, że ich przyjaciele wyszli wcześniej, i zaczynają się do siebie zbliżać.
Tymczasem ich znajomy student, sportowiec Jonathan przybywa do muzeum, szukając Chiny. Zaintrygowany wystawą inspirowaną Upiorem w operze, zostaje do niej wrzucony przez właściciela muzeum zdziwionego tym, że Jonathan zna powieść z licznych ekranizacji. Tymczasem Mark, zaniepokojony zniknięciem Chiny i Tony’ego, zgłasza ich zaginięcie na policję. Inspektor Roberts informuje, że w okolicy zaginęło już trzynaście osób. Policja wraz z Markiem odwiedza muzeum, ale nic podejrzanego nie znajduje. Mark rozpoznaje właściciela muzeum jako kogoś, kogo już wcześniej widział. Później pokazuje Sarah starą gazetę sprzed 40 lat, opisującą morderstwo jego dziadka. Jedynym podejrzanym był jego asystent David Lincoln, którego fotografia bardzo przypomina właściciela muzeum.
Później Roberts zauważa, że niektóre eksponaty przypominają zaginionych ludzi. Wraca do muzeum i wchodzi do egipskiej wystawy, gdzie jako asystent archeologa Sutherlanda z początku XX wieku ginie z rąk mumii. Jego partner również ginie, zamordowany przez gigantycznego kamerdynera Juniora, za co Lincoln go karci. Tymczasem Mark i Sarah udają się do przyjaciela jego dziadka – sir Wilfreda. Wyjaśnia, że on i dziadek Marka zbierali artefakty od „osiemnastu najgorszych ludzi, jacy kiedykolwiek żyli”, a Lincoln je ukradł te artefakty. Lincoln, który sprzedał duszę diabłu, chce przywrócić życie ich poprzednim właścicielom, tworząc woskowe figury i karmiąc je duszami ofiar, czerpiąc moc z haitańskiego voodoo. Zapewnienie wszystkim osiemnastu ofiar sprowadziłoby na świat nieszczęście. Za radą sir Wilfreda, Mark i Sarah wchodzą nocą do muzeum i oblewają je benzyną, by wzniecić pożar.
Jednak Sarah zostaje zwabiona na wystawę markiza de Sade, a Mark zostaje wepchnięty przez Hansa i Juniora do wystawy zombie. Do Marka zbliża się horda zombie, ale odkrywa, że jeśli nie wierzy się w potwory, to one nie mogą mu zrobić krzywdy. Markowi udaje się opuścić wystawę i trafić do wystawy markiza de Sade, gdzie ratuje Sarę przed sprzedaniem XVIII-wiecznemu angielskiemu królewiczowi, za co de Sade przysięga zemstę. Pomimo prób ucieczki Marka i Sary, Junior i Lincoln ich łapią. Do muzeum przychodzą Gemma i James. Gemmę zwabia wystawa markiza de Sade, a James próbuje ukraść coś z wystawy zombie. Chwilę później ich ciała pojawiają się ponownie jako figury woskowe, a wystawa zostaje dopełniona figurami i ich ofiarami, które ożywają.
Nagle przybywa sir Wilfred i ogromna grupa uzbrojonych starych ludzi wraz z kamerdynerem Marka, Jenkinsem. Nie chcąc dopuścić do wypuszczenia z muzeum ożywionych figur, rozlega się bitwa. W jej wyniku ginie wiele figur woskowych jak i pogromców, w tym Jenkins, kamerdynerzy Lincolna oraz byli przyjaciele Marka i Sarah, teraz źli. Chcąc wyrównać rachunki de Sade pojedynkuje się z Markiem na szpady, ale ostatecznie ginie uderzony siekierą przez Sarah. Zjednoczona para staje twarzą w twarz z Lincolnem, który ginie od strzału Sir Wilfreda i wpada do kadzi z wrzącym woskiem. Sir Wilfred zostaje zabity przez wilkołaka, a Sarah i Mark uciekają z płonącego muzeum, po czym wracają do domu, nie zauważając, że ręka z wystawy zombie oddala się od gruzów.

## Obsada
W filmie występują:

- Zach Galligan – Mark Loftmore
- Deborah Foreman – Sarah Brightman
- David Warner – David Lincoln
- Patrick Macnee – sir Wilfred
- Michelle Johnson – China Webster
- Dana Ashbrook – Tony
- Eric Brown – James
- Clare Carey – Gemma
- Micah Grant – Jonathan
- Mihaly Meszaros – Hans
- Jack David Walker – Junior
- Charles McCaughan – inspektor Roberts
- Joe Baker – Jenkins
- J. Kenneth Campbell – markiz de Sade
- Miles O’Keeffe – hrabia Dracula
- Christopher Bradley – Stephan Dracula
- Tom McGreevey – Charles
- Merle Stronck – wampirzyca #1
- Joanne Russell – wampirzyca #2
- Ann Sophie Noblet – wampirzyca #3
- John Rhys-Davies – wilkołak
- Nelson Welch – myśliwy
- James Hickox – asystent myśliwego
- Julian Forbes – partner policyjny Robertsa
- Edward Ashley – prof. Sutherland
- Paul Badger – mumia
- Kendall Conrad – dziewczyna w piramidzie
- Anthony Hickox – angielski królewicz
- Staffan Ahrenberg – francuski wartownik
- Gabriella Dufwa – kurtyzana
- Kane Hodder – potwór Frankensteina
- Buckley Norris – wykładowca
- Jennifer Bassey – pani Loftmore
- Irene Olga López – pokojówka
- Gary M. Bettman – Michael Loftmore
- Gerry Lively – lokaj sir Wilfreda

## Produkcja
Gabinet figur woskowych było pełnometrażowym debiutem 29-letniego Anthony’ego Hickoxa. W wydaniu „Daily Variety” z 17 sierpnia 1987 roku poinformowano, że producent Staffan Ahrenberg założył w Los Angeles wytwórnię Electric Pictures, a Gabinet figur woskowych był pierwszym filmem fabularnym tej firmy, z budżetem wynoszącym 3,5 miliona dolarów. Electric Pictures nie została wymieniona w napisach końcowych. Zdjęcia główne rozpoczęły się 17 sierpnia 1987 roku w Los Angeles, Kalifornia.
Prawa do dystrybucji zostały nabyte przez Vestron Pictures i jej zagranicznego oddziału dystrybucyjnego, Interaccess Film Distribution, co umożliwiło Ahrenbergowi uzyskanie finansowania od banku City National Bank i The Completion Bond Company.

## Premiera i odbiór
Film miał premierę kinową 17 czerwca 1988 roku. Przychód z biletów w kinach wyniósł 808 tys. dolarów. Film spotkał się z negatywną reakcją krytyków. Michael Wilmington z „Los Angeles Times” w swojej negatywnej recenzji określił Gabinet figur woskowych jako niespokojny miszmasz różnych pomysłów. Ironicznie stwierdził, że aktorów nie da odróżnić od figur woskowych, a finał nazwał „najbardziej dziwaczną kulminacyjną bójką od czasów starcia morderczych Smerfów z Pandami z Piekła”. Stwierdził jednak, że film broni scenografią autorstwa Gianniego Quaranty, a także pozytywnie ocenił grę aktorską Warnera, Campbella i Rhys-Daviesa. Krzysztof Walicki z portalu Film.org.pl zaznaczył, że pomysł wyjściowy jest ciekawy, ale niewykorzystany przez reżysera na bycie więcej niż B-klasowy komedio-horror. Wyraził zdanie, że filmowi i jego fabule lepiej wyszłoby umieszczenie akcji w Anglii.